# Stryszawa
Stryszawa ist ein Dorf im Powiat Suski der Woiwodschaft Kleinpolen in Polen. Es ist Sitz der gleichnamigen Landgemeinde mit etwa 11.800 Einwohnern.

## Geographie
Der Ort liegt am Bach Stryszawka in den Saybuscher Beskiden (Beskid Żywiecki).

## Geschichte
Der Ort wurde im Jahre 1480 erstmals urkundlich erwähnt. Er wurde etwas davor von den Besitzern von Sucha, die Familie Słupski, gegründet.
Im 16. Jahrhundert wurde der Weiler Roztoki von Flüchtlingen aus adeligen Gütern, kurz danach der Weiler Szałasiska von Walachen gegründet. Von 1610 bis zum Zweiten Weltkrieg gehörte der Ort der Herrschaft Sucha.
Bei der Ersten Teilung Polens kam das Dorf 1772 zum neuen Königreich Galizien und Lodomerien des habsburgischen Kaiserreichs (ab 1804).
Die römisch-katholische Pfarrei wurde im Jahre 1896 errichtet.
Der Ort gehörte der Herrschaft Sucha. Im Jahre 1841 wurde die römisch-katholische Pfarrei errichtet. Im Jahre 1884 wurde die Teilstrecke Żywiec–Sucha der Galizischen Transversalbahn durch Stryszawa eröffnet.
1918, nach dem Ende des Ersten Weltkriegs und dem Zusammenbruch der k.u.k. Monarchie, kam Stryszawa zu Polen. Unterbrochen wurde dies nur durch die Besetzung Polens durch die Wehrmacht im Zweiten Weltkrieg. Es gehörte dann zum Landkreis Saybusch im Regierungsbezirk Kattowitz in der Provinz Schlesien (seit 1941 Provinz Oberschlesien). Die Grenze zum Generalgouvernement verlief östlich des Dorfes. Im Weiler Siwcówka befand sich der Grenzschutz. Im Rahmen der sogenannten Aktion Saybusch wurden in den Jahren 1941–1942 aus Stryszawa über 200 polnische Familien vertrieben, um Volksdeutsche anzusiedeln.
Von 1975 bis 1998 gehörte Stryszawa zur Woiwodschaft Bielsko-Biała.

## Sehenswürdigkeiten
- Annakirche in Stryszawa Górna, erbaut 1894
- Stanislauskirche in Stryszawa Dolna, erbaut 1994
- Kapelle (1843)
- Kloster der Resurrektionistinnen im Weiler Siwcówka

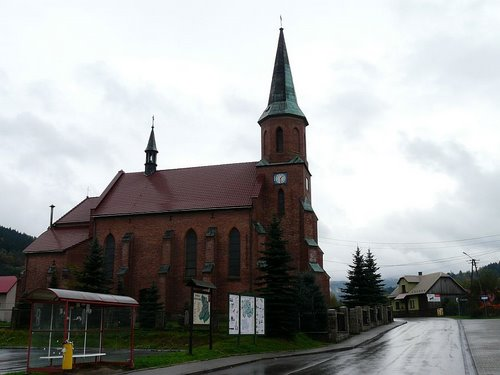
Annakirche
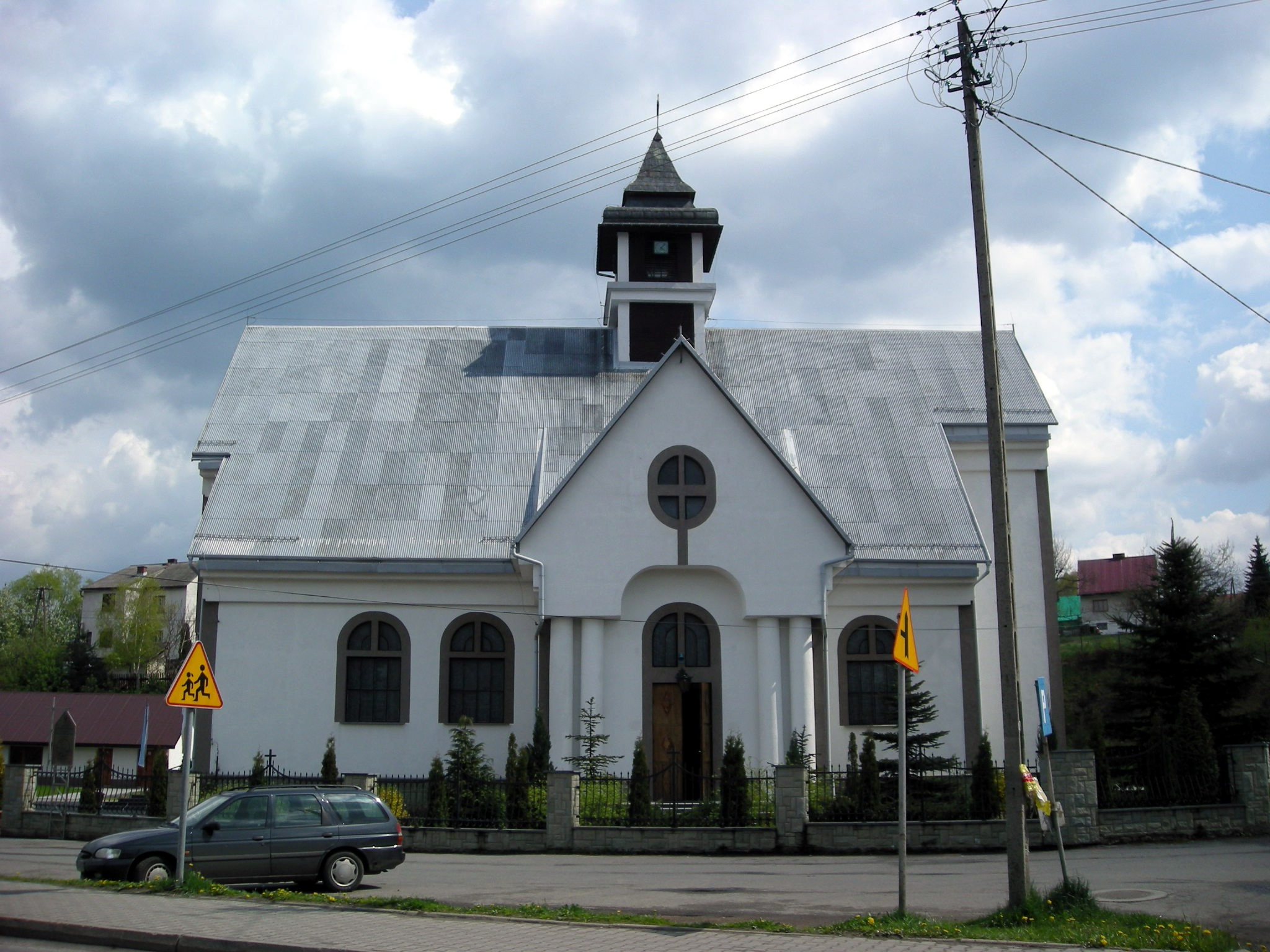
Stanislauskirche
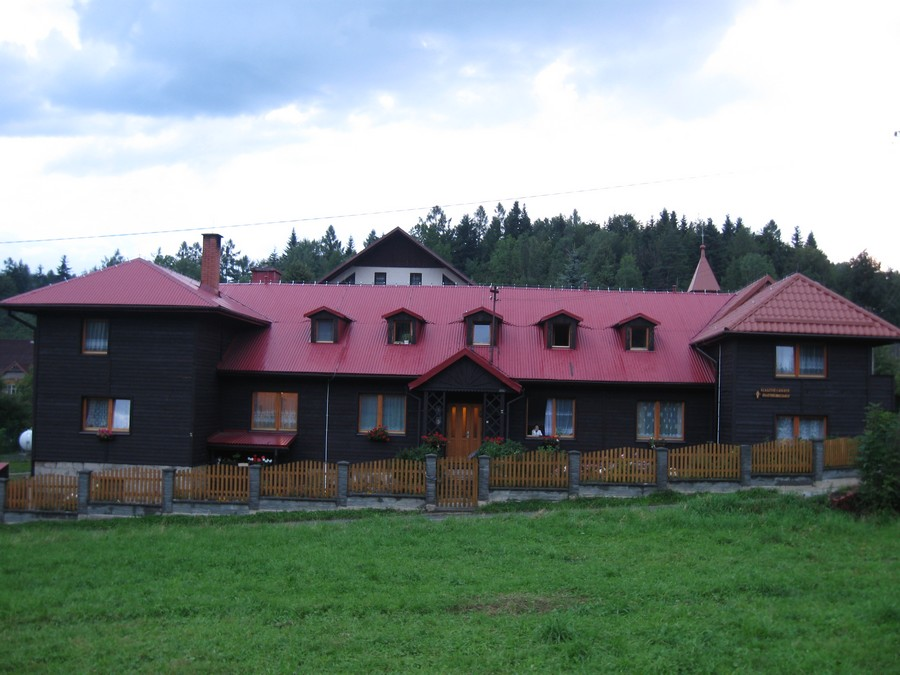
Kloster der Resurrektionistinnen
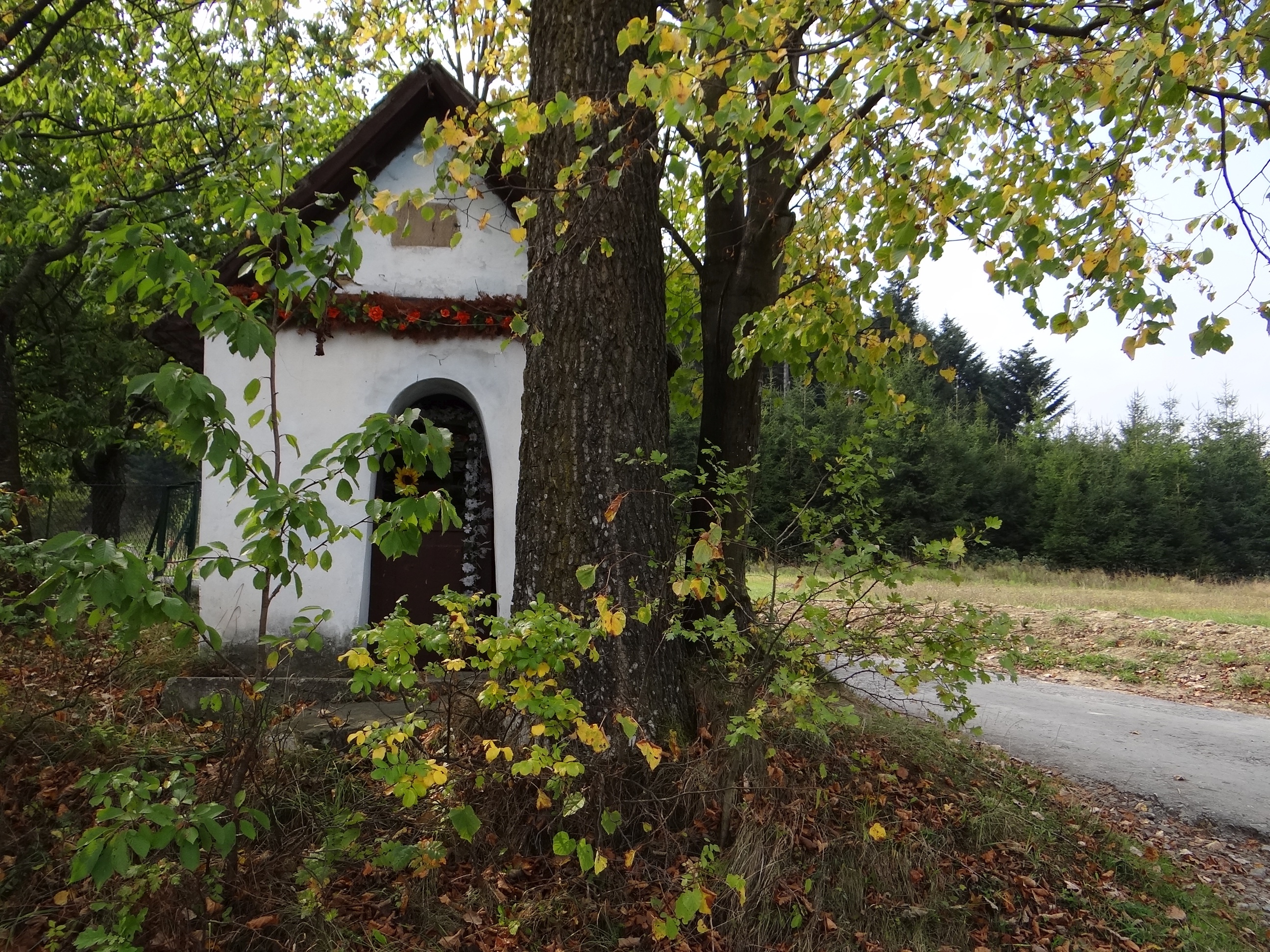
Kapelle

## Gemeinde
Zur Landgemeinde (gmina wiejska) Stryszawa gehören acht Dörfer mit Schulzenämtern.